# کاندیدیاز

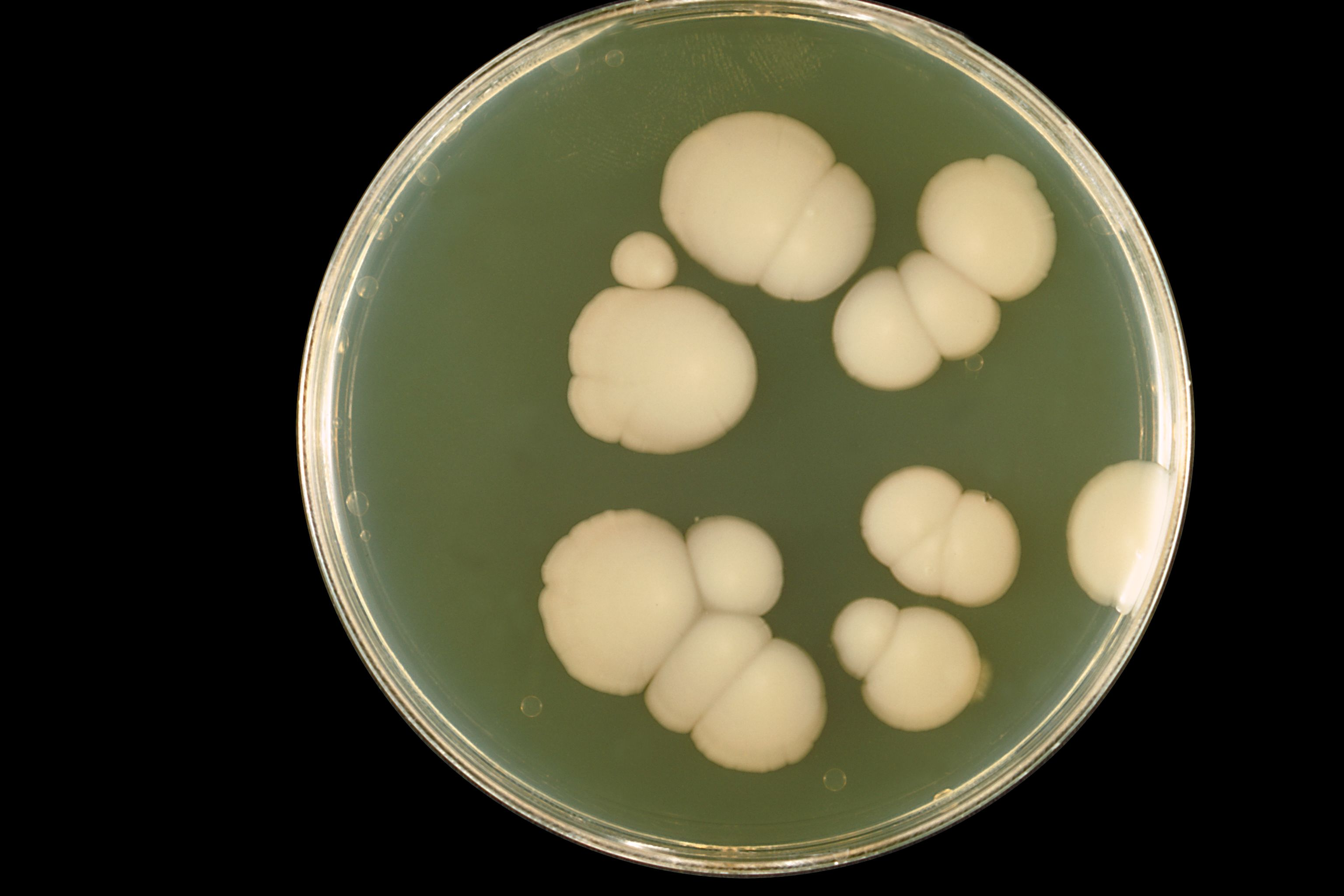
کاندیدا آلبیکنس

کاندیدیازیس یا برفک نوعی عفونت قارچی است که توسط قارچ کاندیدا (گونه‌ای مخمر) به نام کاندیداآلبیکانس ایجاد می‌شود. این قارچ گاهی به شکل غیربیماریزا در دهان، واژن ، کشاله ران و زیربغل و دیگر مناطق مرطوب پوست وجود دارد.

## تظاهرات بالینی
شایعترین نوع برفک همان بیماری برفک دهان شیرخواران و نوزادان می‌باشد که نوزاد بعلت عبور از کانال زایمانی و به علت وجود کاندیدا در آنجا دچار این بیماری می‌شود.
در بزرگسالان برفک اصولاً می‌تواند به دو صورت بیماری پوستی مخاطی یا مهاجم تظاهر کند.
واژینیت کاندیدایی که شیوع بالایی دارد با خارش فرج (ولو) و مهبل، تحریک خارجی و سوزش ادرار مشخص می‌شود. در معاینه معمولاً دیواره مهبل قرمز و ترشحات سفید دلمه‌ای شکل دیده می‌شود.
کاندیدیاز در پوست به شکل‌های مختلفی بروز می‌کند که یکی از شایعترین آن‌ها اینترتریگوی کاندیدایی است که بیشتر در کشاله‌ها، زیربغل‌ها، زیر و وسط پستانها، باسن، بین انگشتان دست می‌تواند رخ دهد. ضایعات در این موارد به شکل قرمزی براق و همراه پوسته ریزی در حاشیه ضایعات و معمولاً مرطوب و ترشح دار می‌باشد. (دقت داشته باشید که در بیماری‌های پوستی قارچی اصولاً اطراف ضایعه فعالتر از وسط آن است). در شیرخواران در ناحیه پوشک کاندیدیازیس می‌تواند باعث تشدید درماتیت پوشک گردد و تشخیص آن با ضایعات اقماری قرمز رنگ در اطراف ضایعه اصلی می‌باشد. در این موارد معمولاً قعر شیار کشاله ران نیز دچار قرمزی والتهاب است که در درماتیت پوشک چنین چیزی وجود ندارد و این ناحیه معمولاً مبتلا نیست. کاندیدیازیس بین انگشتان دست در زنان میانسال و مسن که به مدت طولانی دستهایشان درآب و در حال شستشو هستند شایعتر است و در افراد دیابتیک نیز می‌تواند با شیوع بیشتری رخ دهد.
کاندیدیاز مهاجم اصولاً در افراد دچار ضعف ایمنی مانند ایدز و مصرف‌کنندگان داروهای سرکوبگر ایمنی دیده می‌شود.

## درمان
درمان با ضد قارچها است مانند کلوتریمازول، فلوکونازول و آمفوتریسین B که به صورت سیستمیک یا موضعی مصرف می‌شوند. در طب سنتی از بره موم در درمان بیماری‌های عفونی استفاده شده‌است